# Patosfa
Patosfa é um município da Hungria, situado no condado de Somogy. Tem 15,07 km² de área e sua população em 2019 foi estimada em 231 habitantes.